# باول سيفرسون
باول سيفرسون (بالإنجليزية: Paul Severson)‏ هو ملحن أمريكي، ولد في 1929 في الولايات المتحدة، وتوفي في 20 مايو 2007 في سيداريدج في الولايات المتحدة.

## وصلات خارجية
- باول سيفرسون على موقع IMDb (الإنجليزية)
- باول سيفرسون على موقع ميوزك برينز (الإنجليزية)
- باول سيفرسون على موقع ديسكوغز (الإنجليزية)